# Pay Money to My Pain
Pay money To my Pain (estilizado como P.T.P.) fue una banda japonesa con un sonido ecléctico y muy occidental, que va desde el rock alternativo al metal alternativo, incluyendo en menor grado el metalcore, nu metal, hardcore punk, pop punk, grunge, indie rock y post rock. La banda está activa desde el 2004 y ha lanzado al mercado un total de tres álbumes, tres EP y un álbum recopilatorio. Todas las letras de la banda están escritas completamente en inglés.

## Historia
Pay money To my Pain nace a finales del año 2004, luego de que la banda anterior del vocalista K (Gun Dog) se desintegrara ese mismo año. K junto con el apoyo de la disquera VAP (que había firmado a Gun Dog) reclutó nuevos miembros, todos con experiencia en bandas anteriores, formándose la nueva banda el 11 de septiembre de 2004. El nombre de la banda proviene de la naturaleza negativa de K, donde literalmente significa que cuando la gente está comprando su música está comprando su dolor. Referencias al nombre se pueden encontrar por primera vez en la canción "Lost [Down In The Crowd] Generation" de su anterior banda Gun Dog, en el último material discográfico que publicaron en el 2004, un maxi-single de dos canciones titulado "Chair".

Al año siguiente K se traslada a Los Ángeles, California, EE. UU., para estudiar inglés, comunicándose con el resto de la banda a través de Skype y por correo electrónico; realizando hasta cuatro viajes de regreso por año a Japón para componer y tocar en vivo con la banda. A finales del 2006 debutaron con su primer EP titulado Drop of Ink grabado en Radio Star Studio en California, producido por la banda y Sylvia Massy Shivy (Tool, System of a Down, Red Hot Chili Peppers); además publicaron un DVD con el making of del álbum y los videoclips Black sheep y From here to somewhere.

En el 2007 grabaron su primer álbum titulado Another day comes en el mismo estudio de grabación Radio Star Studio junto a Sylvia Massy. Es publicado el 12 de septiembre de 2007 y lanzan los temas Another day comes y Paralyzed Ocean como promocionales. La canción Home es utilizada como ending del anime Buzzer Beater, mientras que Another day comes es utilizada como ending de Ultraseven X.

En abril del año 2008, el guitarrista JIN deja la banda para concentrarse en el trabajo de producción. La banda decide no reemplazarlo y en su lugar incluye más teclados para rellenar el sonido. El 30 de julio de ese mismo año lanzan el EP Y DVD Writing in the diary grabado en los estudios Swing House en Hollywood, California y el videoclip de Out of my hands grabado en Los Ángeles.

A comienzos del 2009 lanzan el tema Bury como sencillo digital y a la vez es utilizado como opening de la serie anime One Outs. El 18 de marzo de 2009 lanzan oficialmente su segundo álbum titulado After you wake up, siendo los temas promocionales The answer is not in the TV y Same as you are. El tema The answer is not in the TV fue incluido en la banda sonora del videojuego Pro Evolution Soccer 2010.

El 9 de junio de 2010 lanzan el EP y DVD Pictures, vendidos por separado.

El 26 de enero de 2011 publican su tercer álbum titulado Remember the name, en dos versiones, una normal que incluye sólo el CD y otra versión limitada que incluye el CD más un DVD con los videoclips de los temas Pictures y Greed. El 10 de agosto de ese año participaron junto a la banda "Lynch" en un evento de caridad llamado "Shikiyakou -Shikui-" organizado por la banda "Dead End". Todos los fondos recaudados fueron donados a las víctimas del terremoto y tsunami de Tōhoku de marzo de 2011.

El 24 de octubre de 2012 lanzan un álbum recopilatorio con sus mejores temas, incluyendo dos nuevas canciones: Sweetest vengeance e Innocent in a silent room. Una versión limitada del álbum recopilatorio incluye un blu-ray con la grabación en vivo del concierto "Live 40" en el "Shibuya O-East" del 8 de enero de 2012.

En junio de 2012, el vocalista K fue hospitalizado. En ese verano, Pay money To my Pain realizó su show en vivo "House of Chaos". En octubre, K fue de nuevo hospitalizado e ingresado a rehabilitación; la banda anunció un receso de actividades. El 30 de diciembre de 2012, después de varios años de luchar contra el alcoholismo y la depresión, producto de una condición mental, K falleció por una insuficiencia cardíaca aguda en su casa ubicada en Yokohama, a los 31 años de edad. La banda hizo el anuncio oficial de la tragedia el 10 de enero de 2013 en su página web, pidiendo disculpas a los fanes por hacer pública la noticia muy tarde. 

El 1 de septiembre de 2013 la banda anunció a través de su Facebook y Twitter oficial, el uso de una nueva canción grabada antes de la muerte de K, titulada Rain, que será el tema principal de la película Sekiseki Renren; además el bajista T$UYO$HI estará a cargo de la banda sonora. T$UYO$HI siempre tuvo interés en componer música para películas y esta será su primera oportunidad. 

El 21 de septiembre de 2013, la banda anunció en su cuenta oficial de Facebook el lanzamiento del cuarto álbum titulado Gene, pautado para el 13 de noviembre de 2013, con canciones grabadas por K antes de su muerte; además anunciaron un concierto homenaje a K para el 30 de diciembre de 2013 denominado ~From here to somewhere~.

Actualmente el bajista T$UYO$HI y el baterista ZAX están tocando en la banda "JESSE and THE BONEZ", proyecto personal de Jesse, vocalista y guitarrista de RIZE.

## Integrantes
Actuales
- PABLO (Pablo Yoshiaki Sawamura) – Guitarra y coros.
  - Es un guitarrista japonés de ascendencia española por parte de madre. Es el principal compositor de la música en "P.T.P.". Debutó en el año 1999 con la banda "GIRAFFE". Luego de la disolución de la banda en enero de 2002, sirvió como guitarrista de apoyo de la banda FAKE?, Oblivion Dust y Takui Nakajima. Fue finalista de las audiciones japonesas de Limp Bizkit para la búsqueda de un guitarrista. Usa guitarras "Paul Reed Smith" y "dragonfly", amplificadores "Diezel" y gabinetes "Orange".
- T$UYO$HI (Tsuyoshi Ishikawa) – Bajo.
  - Estuvo en la banda "DRUG STORE COWBOY" en el año 2000. Usa bajos de tres cuerdas hechos por la compañía japonesa "Combat Guitars". Se ha desempeñado en la gestión de negocios de la banda.
- ZAX (Jin Kanza) – Batería.
  - Ex "KAMINARI".

Anteriores
- JIN – Guitarrista Rítmico.
  - Dejó la banda el 6 de abril de 2008. Se enfocó en la producción de bandas como "GReeeeN" (donde HIDE, su hermano menor, es vocalista) y el supergrupo "BAReeeeeeeeeeN" formado entre "GReeeeN" y la banda de rock "BACK-ON". Actualmente es el vocalista del grupo "High Speed Boyz".
- K (Kei Goto) - Vocalista.
  - Falleció el 30 de diciembre de 2012 a causa de una insuficiencia cardíaca.

## Discografía

### Álbumes (LP)
- Another Day Comes (12 de septiembre de 2007)
- After You Wake Up (18 de marzo de 2009)
- Remember the Name (26 de enero de 2011)
- Gene (13 de noviembre de 2013)

### EP
- "Drop of INK" (6 de diciembre de 2006)
- "Writing in the diary" (30 de julio de 2008)
- "Pictures" (9 de junio de 2010)

### Recopilatorios
- Breakfast (24 de octubre de 2012)

### Singles digitales
- "All Because of You" (27 de agosto de 2008)
- "Bury" (7 de enero de 2009) (Tema utilizado como opening (o tema de apertura) del anime One Outs)
- "Respect for the dead man" (5 de enero de 2014)  (Tema utilizado como opening (o tema de apertura) del anime Nobunagun)